# Мануэлино

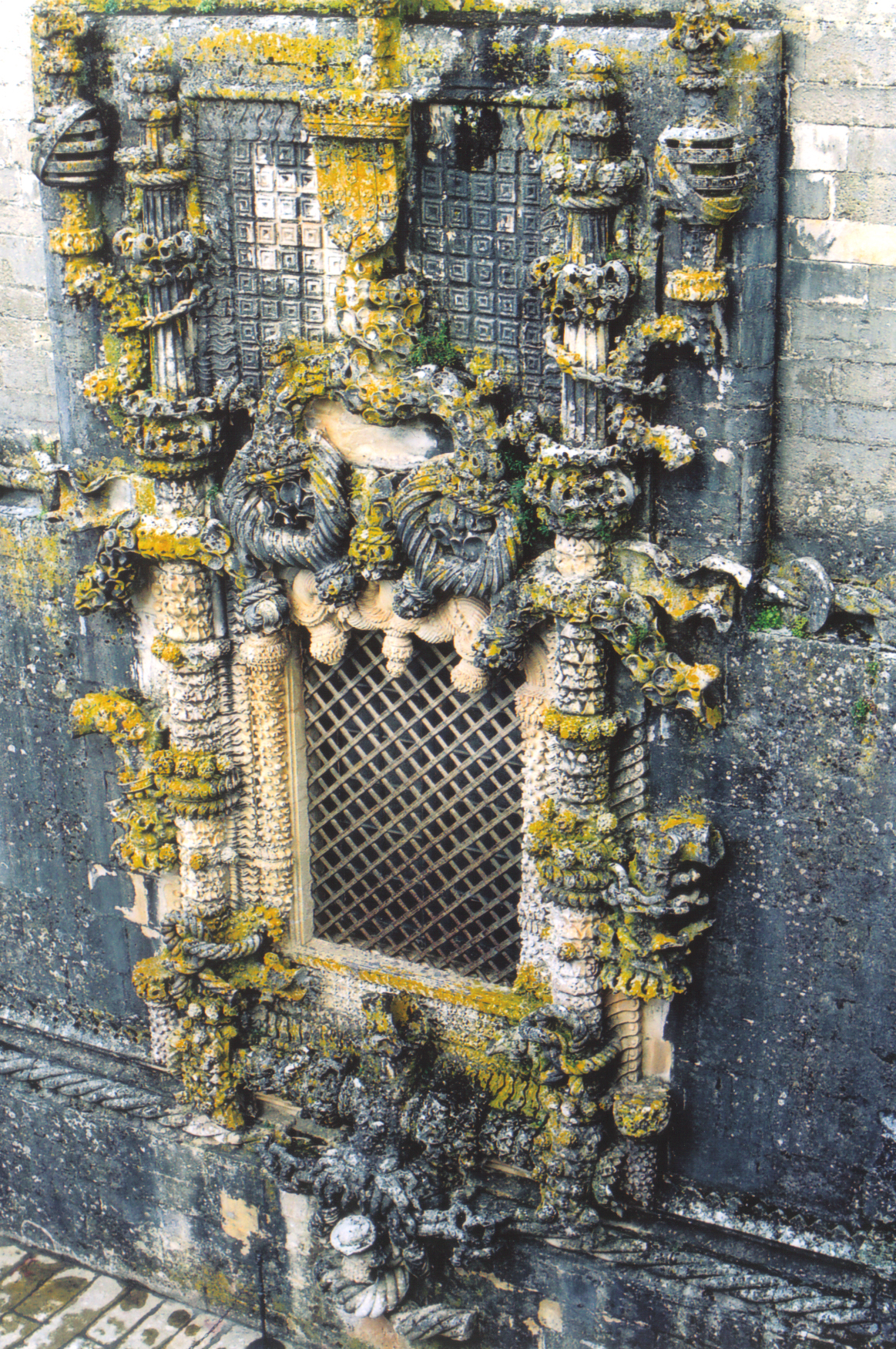
Окно королевского монастыря в Томаре.

Мануэли́но, точнее мануэли́ну (порт. Manuelino) — стиль в истории архитектуры Португалии XV—XVI вв., национальный вариант Ренессанса. Назван по имени короля Мануэля I Счастливого (годы правления 1495—1521). Это время было периодом высшего могущества Португалии, периодом её расцвета как морской державы. Она приобретает многочисленные колонии. Португальцы составили на морях конкуренцию генуэзцам и испанцам, то есть другим самым сильным мореходам тогдашнего мира. Связанный с этим экономический и культурный взлёт нашёл отражение в интенсивном строительстве.
В мануэлино смешаны элементы готики, мавританского стиля, Ренессанса и экзотических мотивов. Можно говорить даже, что в этом стиле проявилось влияние индийского искусства. Этот стиль выражает как бы впечатления европейца, впервые увидевшего новый мир и неизвестные страны. Мануэлино можно сравнить с испанским платереско, особенно на ранней стадии развития. В нем также оформление построек решалось на основе плоской стены, богато украшенной деталями, но португальская архитектура оказалась «сочнее» и динамичнее. Она более насыщена образами и особенно склонна к декорации и роскоши.
Архитектура португальского Возрождения не ограничилась только лишь стилем мануэлино. Позднее в Португалию начало проникать итальянское влияние, и в середине XVI в. национальный стиль сменился интернациональными ренессансными формами (в творчестве Диогу ди Торралвы, 1500—1566).

## Образцы стиля

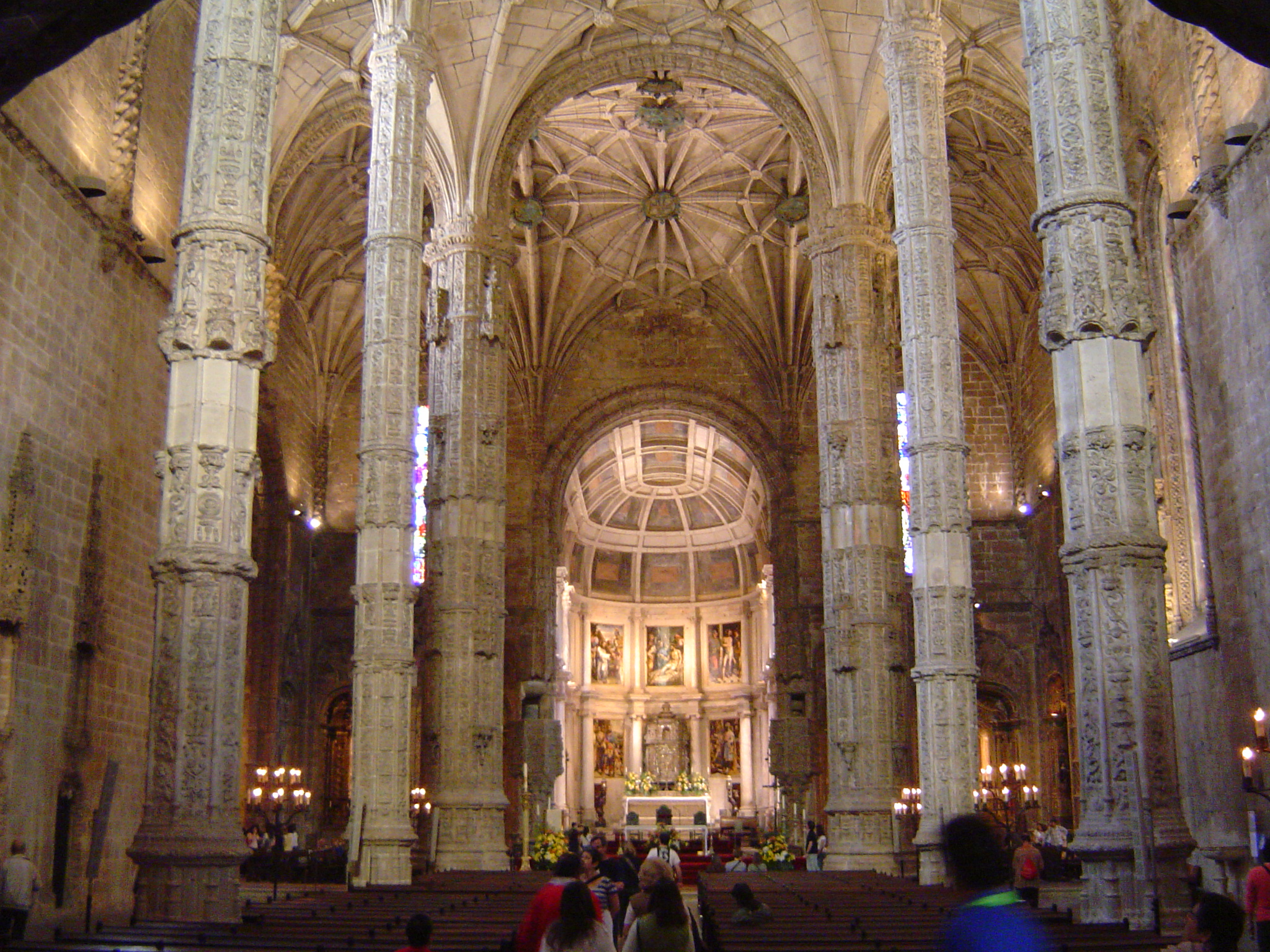
В монастыре иеронимитов.

- Внутренний двор монастыря в Баталье.
- Пристройка к романской ротонде тамплиеров в Томарском монастыре (автор — Диогу ди Арруда).
- Башня Св. Винсента или башня Белен, 1515—1520, (автор — Франсишку ди Арруда, брат Диогу ди Арруда).
- Монастырь иеронимитов (Жеронимуш) в Белеме, усыпальница королей и героев Португалии, 16 в., Бойтак и Жуан ди Каштилью.
- Королевский дворец в Синтре («Португальская Альгамбра»), сер. 15 в.
- Монастырь святого Креста (Коимбра)